# Руда (Кам'янець-Подільський район)
Руда́ — село в Україні, у Жванецькій сільській територіальній громаді Кам'янець-Подільського району Хмельницької області.

## Назва
Найменування поселення походить від гідроніма Рудка. Мовознавці пов'язують його з загальним словом «руда, рудка» у значенні — «болотиста лука, заболочена рівнина».

## Географія
Подільське село Руда розташоване за 25 км від райцентру і залізничної станції Кам'янець-Подільський і за 3 км на схід від автошляху національного значення Н03 та села Гаврилівців. На північному-заході села бере свій початок невелика річка Рудка, яка ділить село на дві частини, протікає до Межигір і впадає в Дністер.

### Клімат
Руда знаходяться в межах вологого континентального клімату із теплим літом, але діяльність людини призводить до поганих змін та глобального потепління.

## Історія

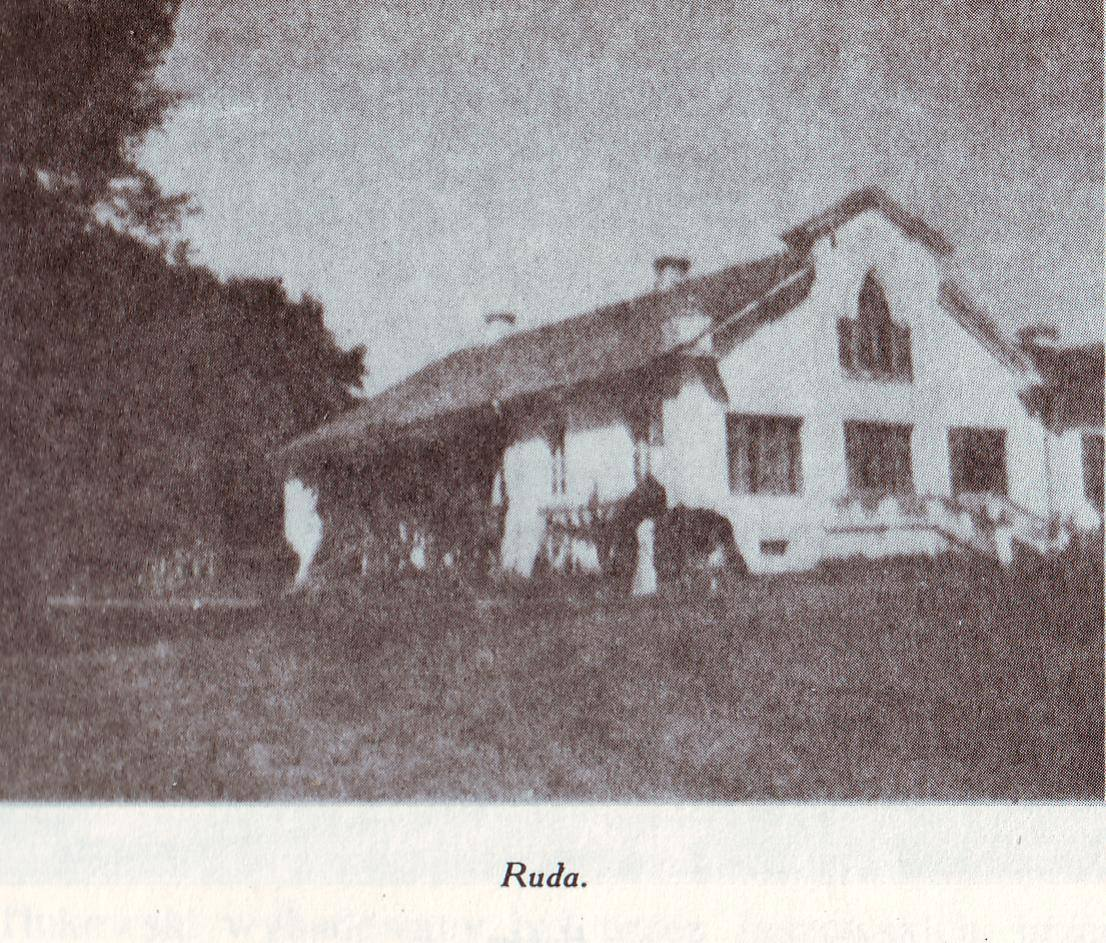
Садиба Гаєвських, Жебровських

Під назвою Нова Руда згадується в історичному документі датованому 29 вересня 1422 року, можливо існувала і Стара Руда.
Історичних джерелах за 1565 рік зустрічається і назва — «Rudanadpotok Rudka». В 1565 році Рудою володів шляхтич Струсь. У 1605 році Юрій Струсь з Комарова записав Руду і Рашків ліс своїй дочці Олені, монахині францисканського ордену. Пізніше Олена відступила Руду сестрі, Єлизаветі Калиновській.
Сусідній з селом Рашків ліс — місце, в якому у 1673 році, під час хотинської вікторії Яна Собєського, ротмістр Рущіц зробив засідку на турків, які відступали до Кам'янця. Юхим Сіцінський також згадує про чотири «могили» (кургани) в околицях Руди.
До 1775 року це село разом з сусідами (Жванцем, Гаврилівцями і Брагою) входило до Жванецького ключа Лянцкоронських. Власники змінювалися багато разів: Скоповичі, Йордани, Комарі, з 1820 року — Старжинські, Гаєвські (з 1850 року). Камілія з Пьотриковських Гаєвська була бабусею останнього власника Руди — Костянтина Жебровського, одруженого з графинею Марією з Боссак. І саме чоловік Камілії, Северин Гаєвський, збудував у ІІ половині ХІХ ст. в Руді двір.
В палацику містилася цінна бібліотека Тадеуша Жебровського, секретаря товариства філаретів, таємної польської патріотичної організації, заснованої у Гданську в 1916 році. Саме з філаретів після Першої світової війни виросло польське харцерство — аналог американського скаутства чи нашого Пласту. Взагалі палацик в Руді був значно цікавішим зсередини, аніж зовні: тут було чимало старих меблів, два турецьких шовкових килими (поляки називають такі витвори мистецтва макатами), а також вісім картин голландських майстрів старої школи — чудовий смак мали власники маєтку. Єдина картина якогось з іспанських середньовічних художників вціліла і зараз знаходиться у Народному Музеї Кракова. Згадані турецькі килими в битві під Хотином здобув один з предків власників маєтку, Міхал Жебровський.
Практично всі цінні старожитності з Руди вдалося врятувати з пожеж Першої світової, хоча сам маєток постраждав досить сильно. Тут був гарний парк зі ставком — і зараз навколо палацику щось на кшталт скверу. Та старі дерева нещадно вирубуються. Центральна садиба Руди це скромний великий будинок з легким натяком на нео-готику. Зараз стара садиба відрізняється від своїх фотокарток столітньої давнини відсутністю ошатних сходів у бічному фасаді — замість них прибудовано невиразний тамбур.
З 1877 року у Руді працювало народне училище, в якому отримувало освіту 70 учнів (з них 25 — дівчаток).
Першу церкву в селі документи фіксують вже під 1583 роком. Відомо, що в І половині XVIII ст. в поселенні була крихітна, дерев'яна, обліплена глиною Хрестовоздвиженська церква під солом'яним дахом, зведена десь у 1720 році. У 1866 році в селі звели кам'яний п'ятиверхий Покровський храм (не зберігся). Стара церквиця стояла, ймовірно, при дорозі на Устя — і за переказами була спалена турками.
Внаслідок поразки Перших визвольних змагань на початку XX століття, село надовго окуповане російсько-більшовицькими загарбниками.
Радянська окупація принесла колективізацію та розкуркулення, селяни зазнали репресій.
В 1932–1933 селяни села пережили сталінський геноцид.
По закінченню Другої світової війни у 1946—1947 роках мешканці села вчергове пережили голод.
За радянських часів сільській раді були підпорядковані села Гаврилівці, Цвіклівці.
З 24 серпня 1991 року село входить до складу незалежної України.
8 вересня 2017 року шляхом об'єднання сільських рад, село увійшло до складу Жванецької сільської громади. Об'єднання в громаду має створити умови для формування ефективної і відповідальної місцевої влади, яка зможе забезпечити комфортне та безпечне середовище для проживання людей.
2 квітня 2023 року парафіяни храму Покрови Пресвятої Богородиці у селі Руда на загальних зборах вирішили долучилися до канонічної Православної Церкви.

## Населення
Згідно перепису 1970 року селі проживало 1027 осіб.
За переписом населення України 2001 року в селі мешкало 749 осіб, населення села скоротилось на 27,07 % порівняно зі 1971 роком.

### Мова
У селі поширені західноподільська говірка та південноподільська говірка, що відносяться до подільського говору, який належить до південно-західного наріччя.
Розподіл населення за рідною мовою за даними перепису 2001 року:
| Мова       | Відсоток |
| ---------- | -------- |
| українська | 97,86 %  |
| російська  | 1,87 %   |
| білоруська | 0,13 %   |
| молдовська | 0,13 %   |

## Економіка
У радянські часи у селі розташовувалася центральна садиба колгоспу ім. Калініна — велике, багатогалузеве господарство, користувалося 3,7 тис. га орної землі. Спеціалізувалося на птахівництві. Із допоміжних підприємств була хлібопекарня.

## Інфраструктура
Працюють восьмирічна школа, клуб із залом на 300 місць, бібліотека. Є також фельдшерсько-акушерський пункт, пологовий будинок, профілакторій, дитячі ясла.

### Військові частини

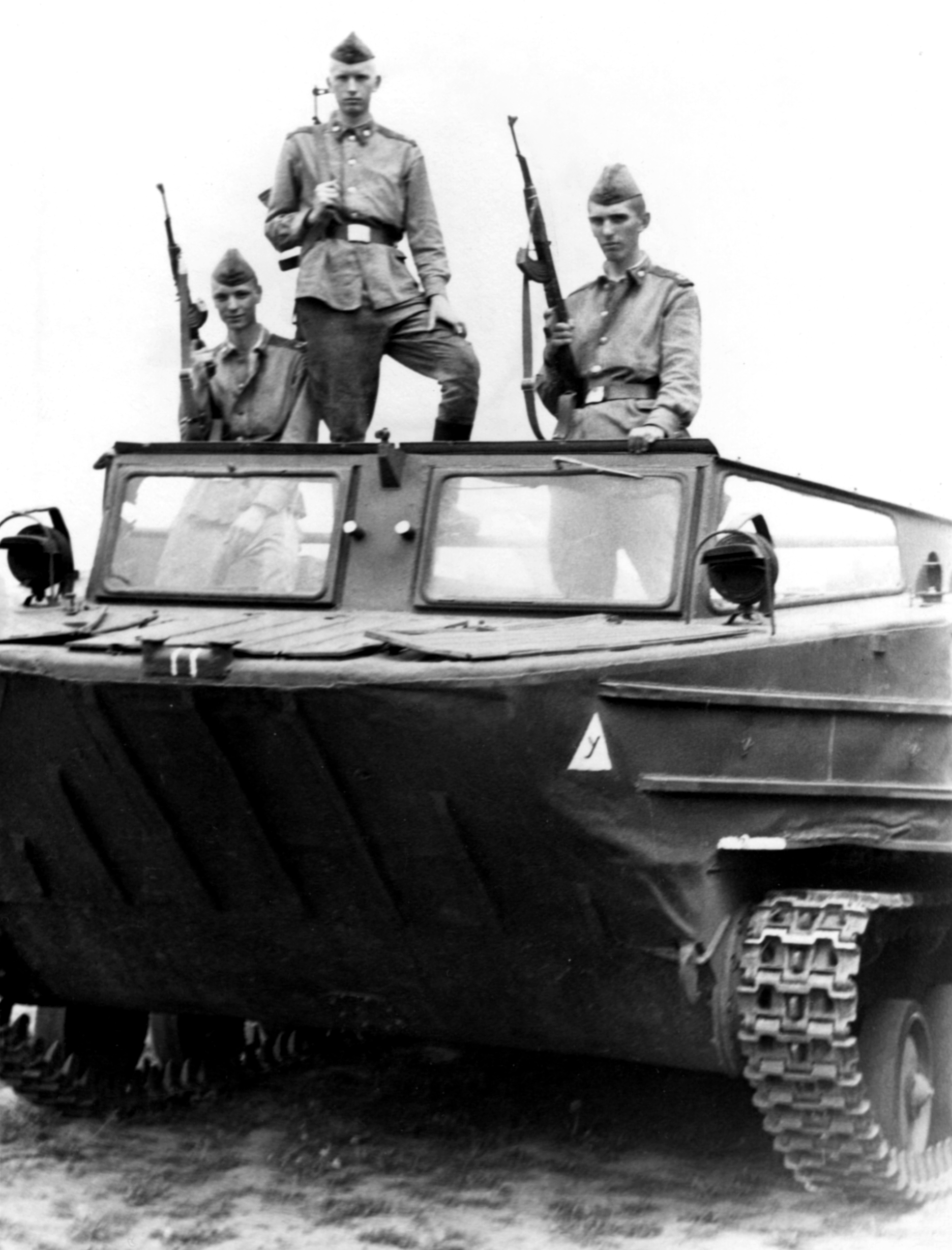
Навчальна частина, 1986 рік

За радянських часів у селі знаходилася навчальна частина понтонних військ радянської армії. Частина давно розформована, містечко стоїть закинутим.
Навчання відбувалось на техніці ППС-84 та ПТС-2 по річці Дністер.
Випускників сержантів відправляли до ЦГВ у місто Високе-Мито та до різних регіонів СРСР.

## Релігія
- Церква Покрови Пресвятої Богородиці (ПЦУ)

## Відомі люди

### Народились
- Полятинчук В'ячеслав Володимирович — письменник-гуморист, поет, художник, скульптор. Народився 16 січня 1961 року в с. Руда. Першу освіту здобув в с. Жванець. Далі вчився в Хмельницькому технологічному інституті. Отримав диплом інженера-механіка. Автор трьох збірок гумору: «Нема диму без вогню» (1995), «Золото. Рекет. Кримінал» (1998), «Откровення від Степана Руданського» (2001).
- Муринець Раїса Парфентіївна — українська селянка, депутат Верховної Ради УРСР 1-го скликання.
- Соломко Марія Олексіївна — українська радянська діячка, голова Староушицького райвиконкому, депутат Верховної Ради УРСР 1-го скликання.
- Квасний Захар Андрійович — лейтенант, командир інженерно-саперного взводу інженерно-саперної роти інженерно-саперного батальйону 70-го центру інженерного забезпечення Збройних сил України, учасник російсько-української війни, орден «За мужність» III ступеня (2022, посмертно).

### Проживали, перебували

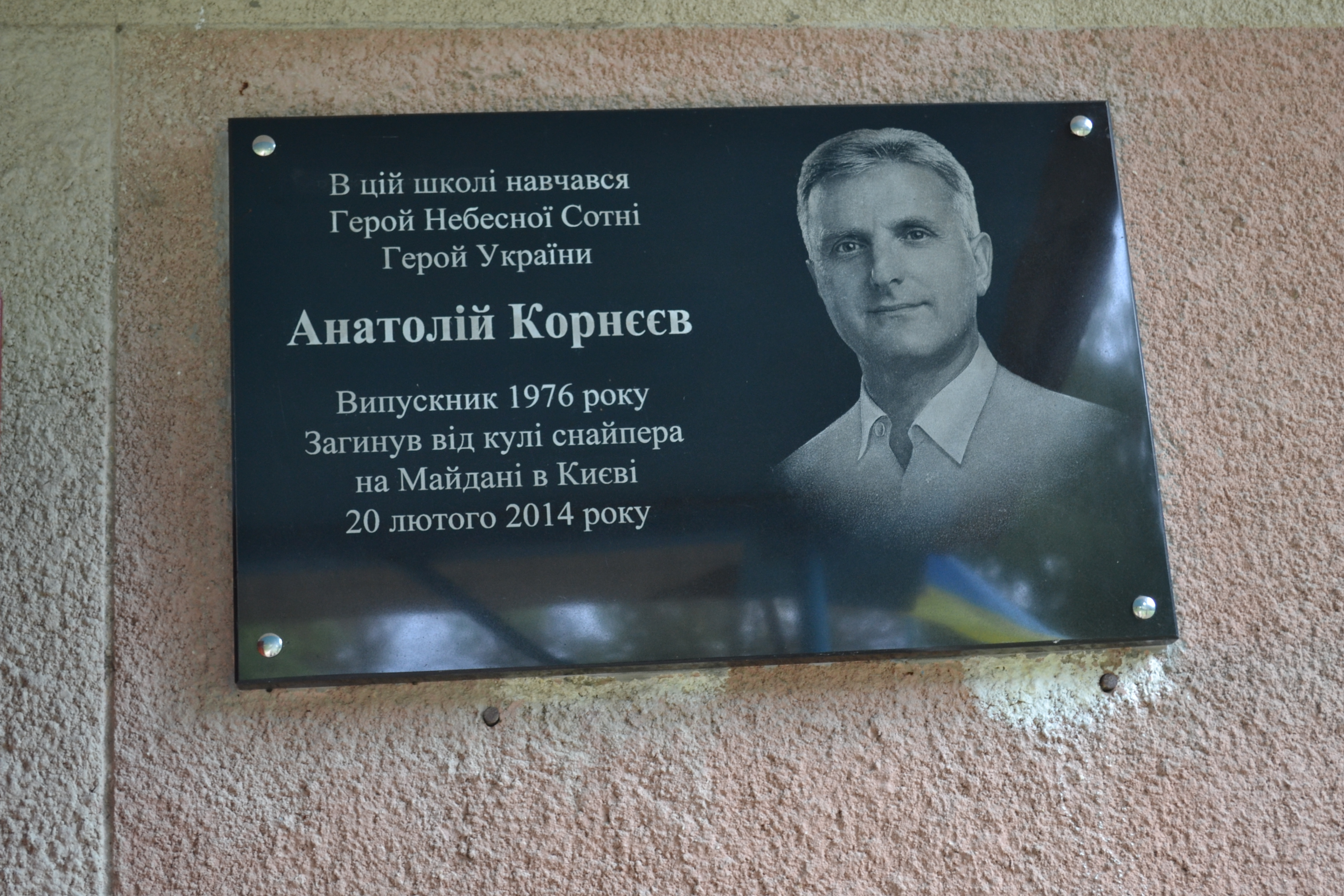
Меморіальна дошка в пам'ять про Героя Небесної сотні

- Корнєєв Анатолій Петрович — активіст Євромайдану, один із громадського списку національної скорботи «Небесна Сотня». Рудський сільський голова у 2010—2014 роках. Звання Герой України з удостоєнням ордена «Золота Зірка» (2014, посмертно).
- Горбняк Тарас Васильович — письменник-краєзнавець, член Національної спілки краєзнавців України (2004), академік Академії соціального управління (2016), голова громадської організації «Бакота». Упродовж 1979—2000 років працював на інженерних посадах в радгоспі лікарських рослин Старій Ушиці та Руді.

## Охорона природи
Село лежить у межах національного природного парку «Подільські Товтри».

## Галерея

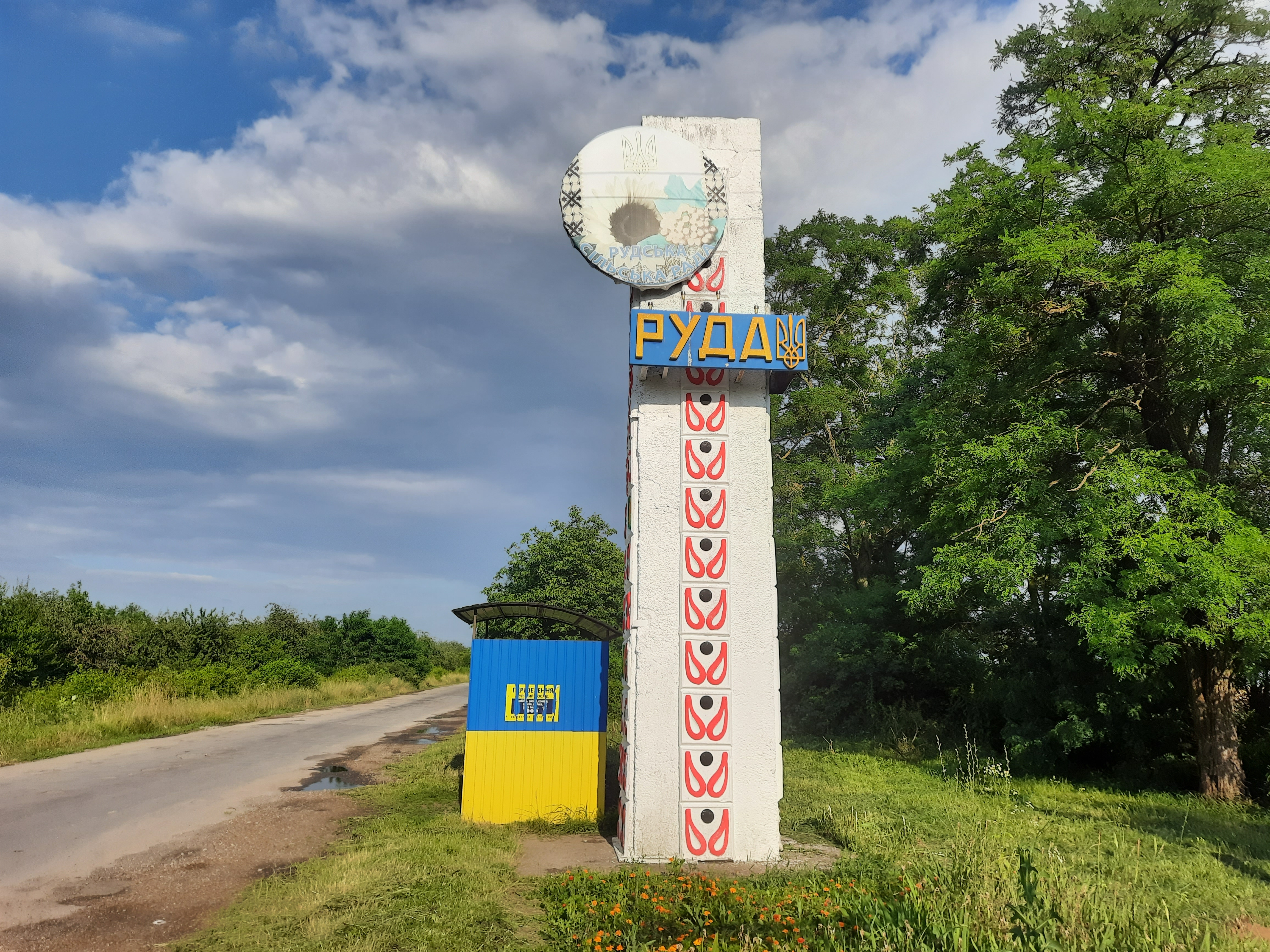
В'їзд у село
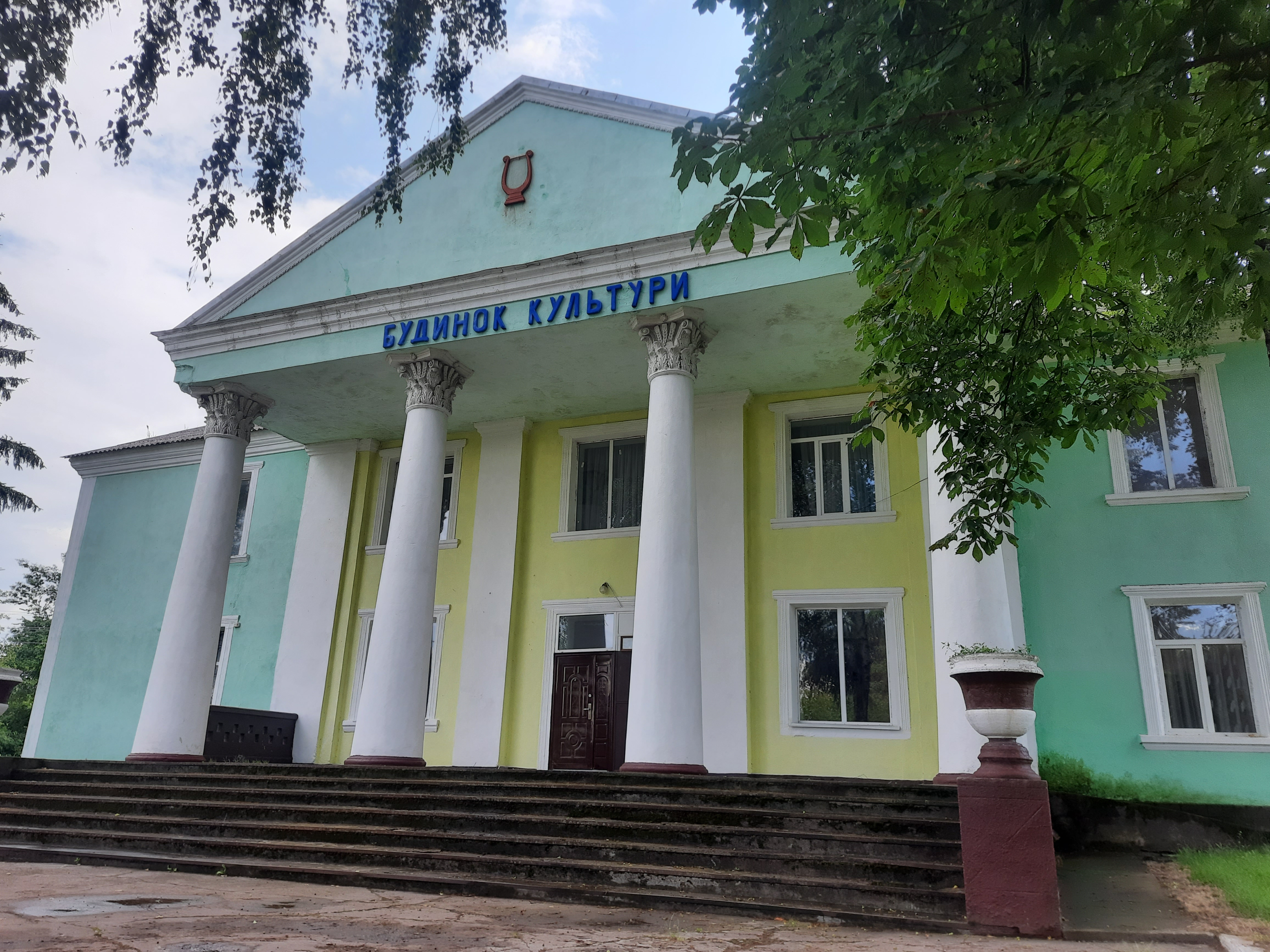
Будинок культури
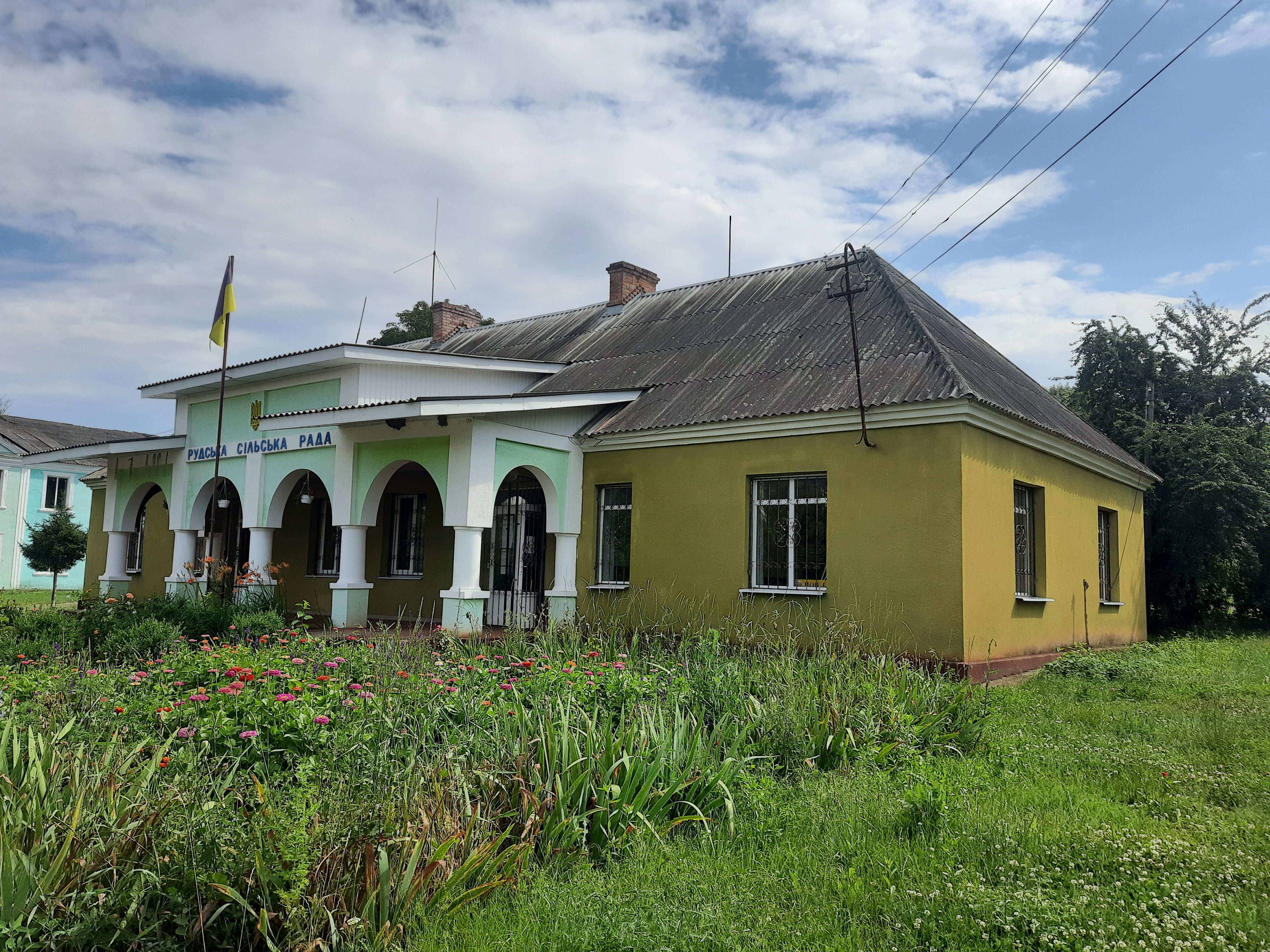
Старостат
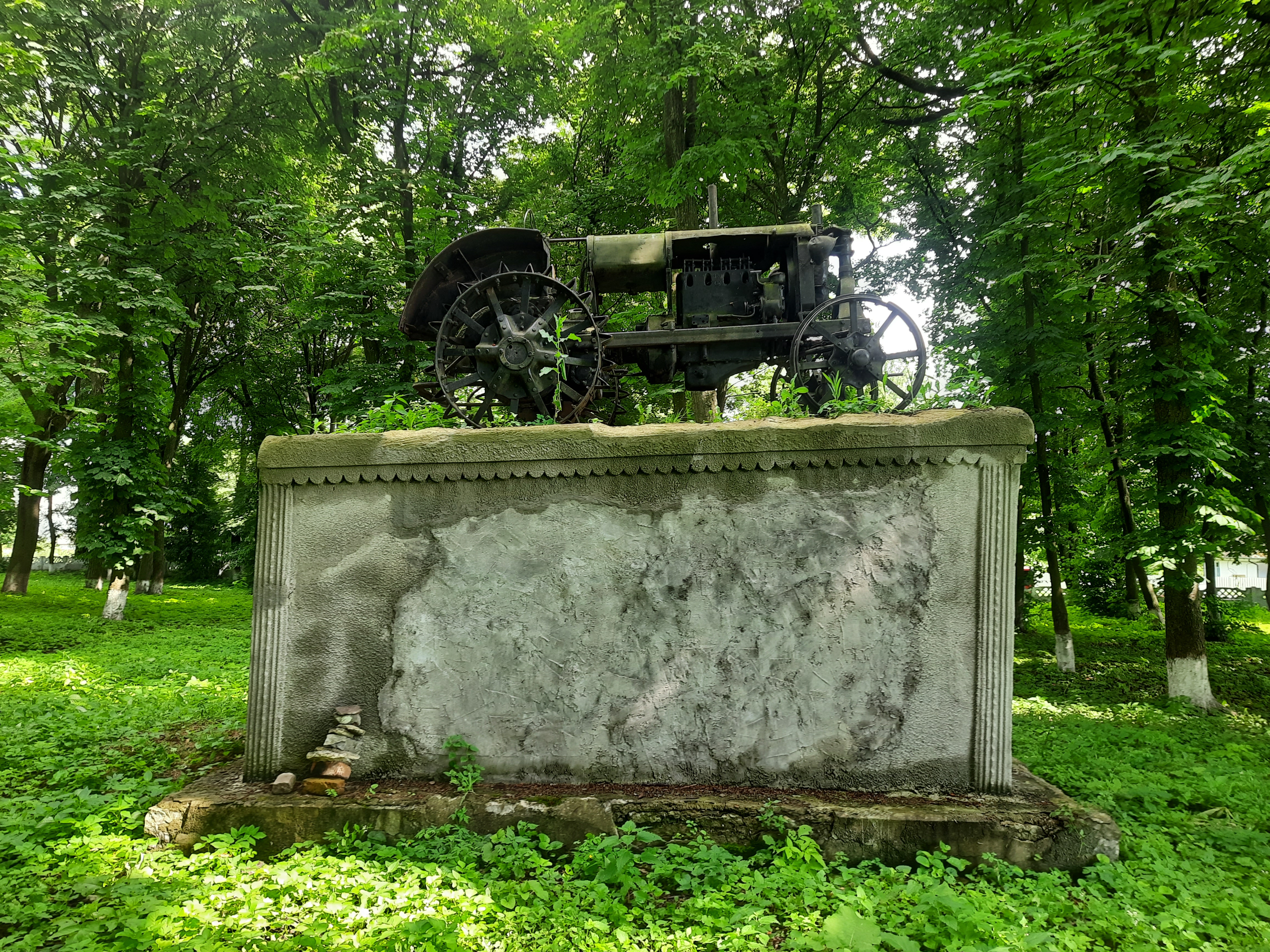
Перший колгоспний трактор
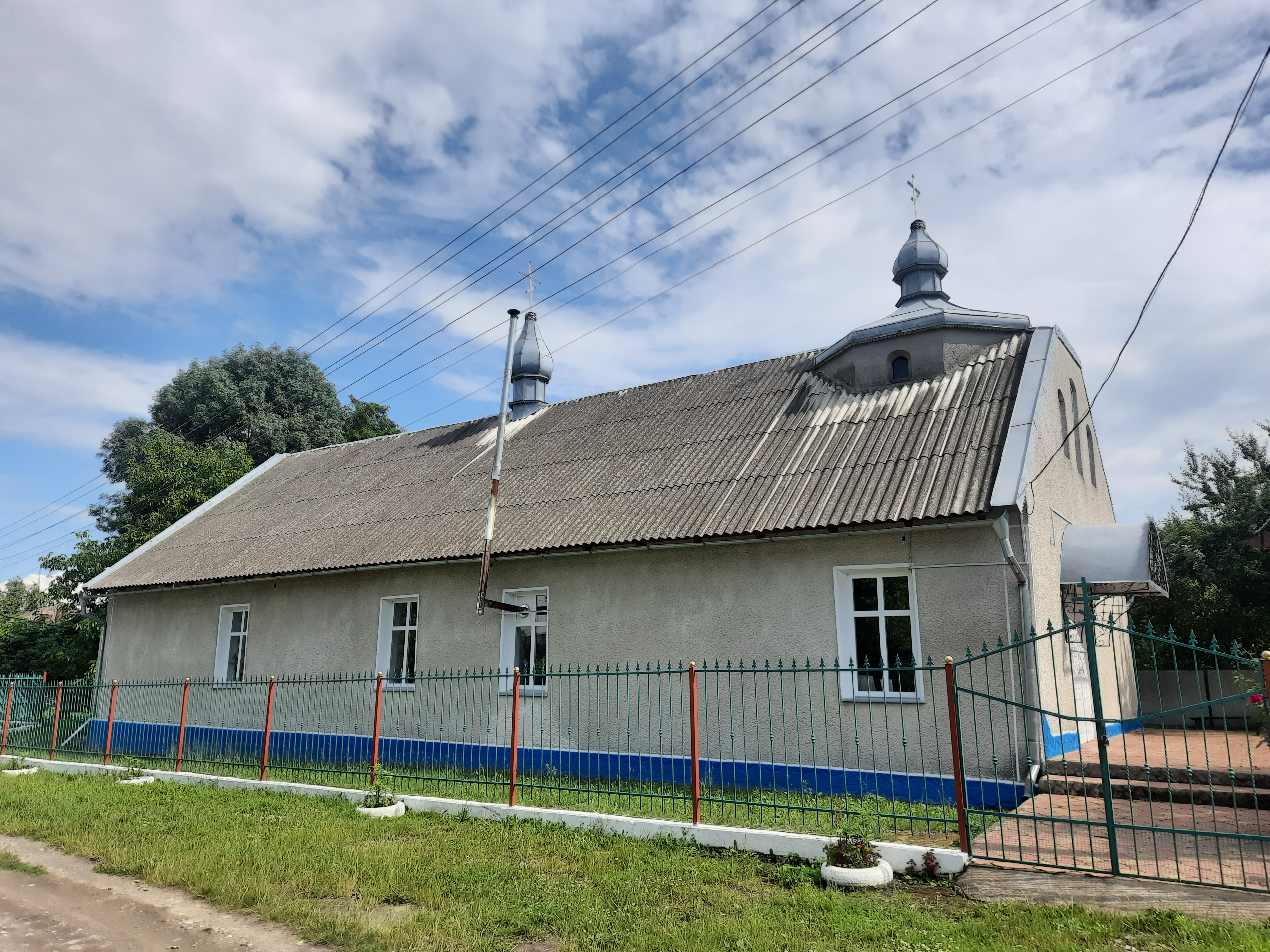
Православна церква
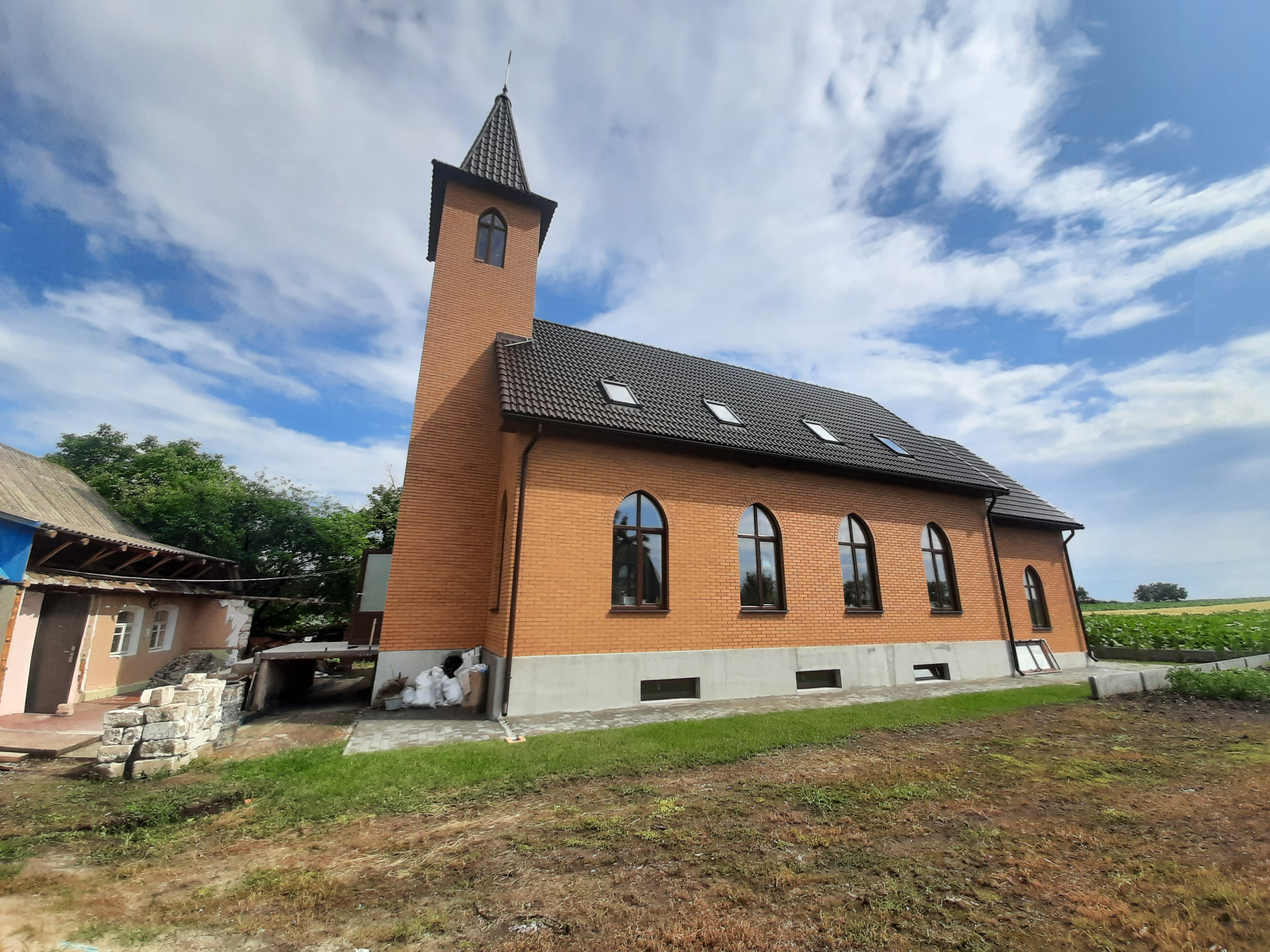
Реформаторська церква
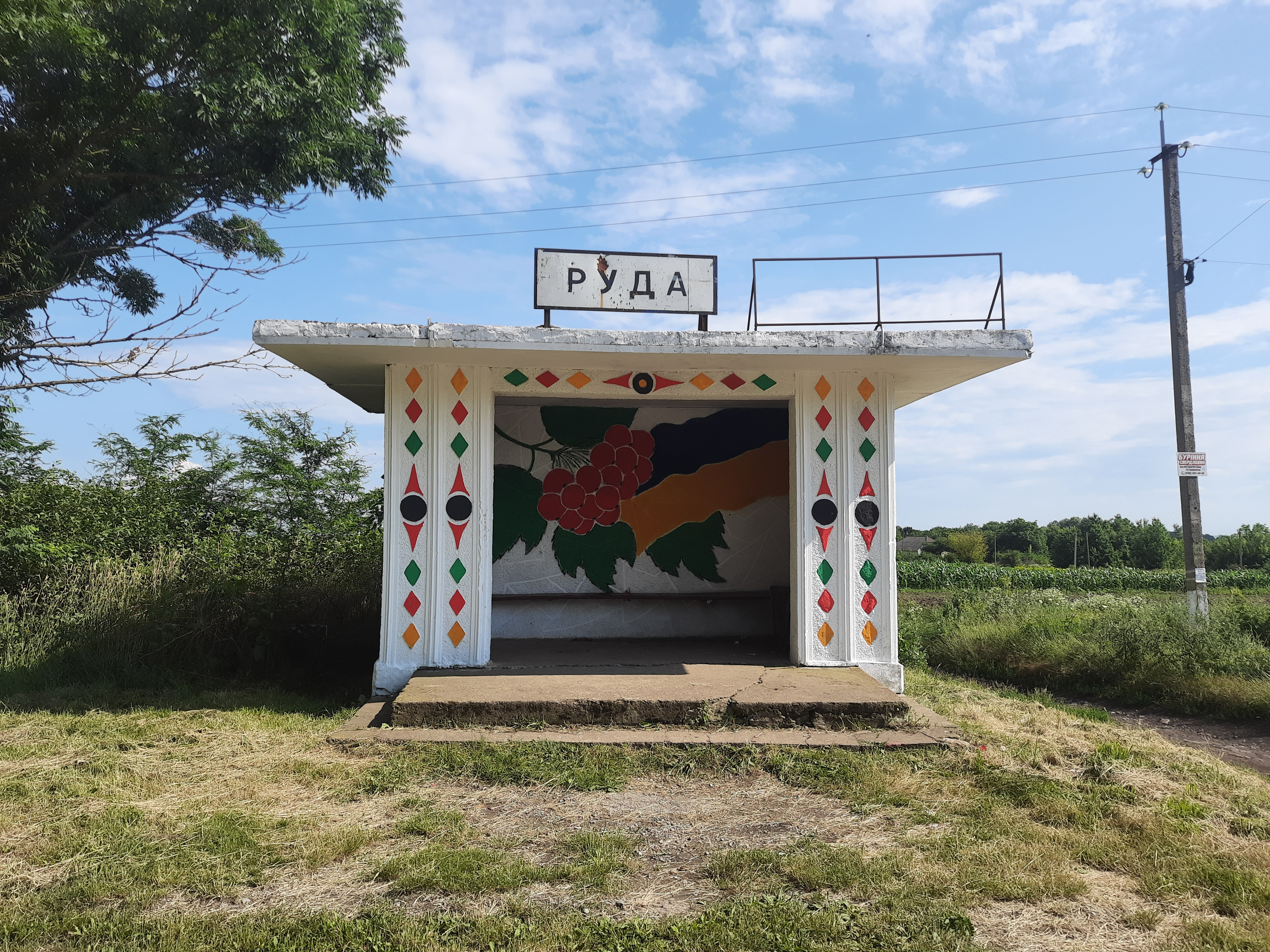
Автобусна зупинка
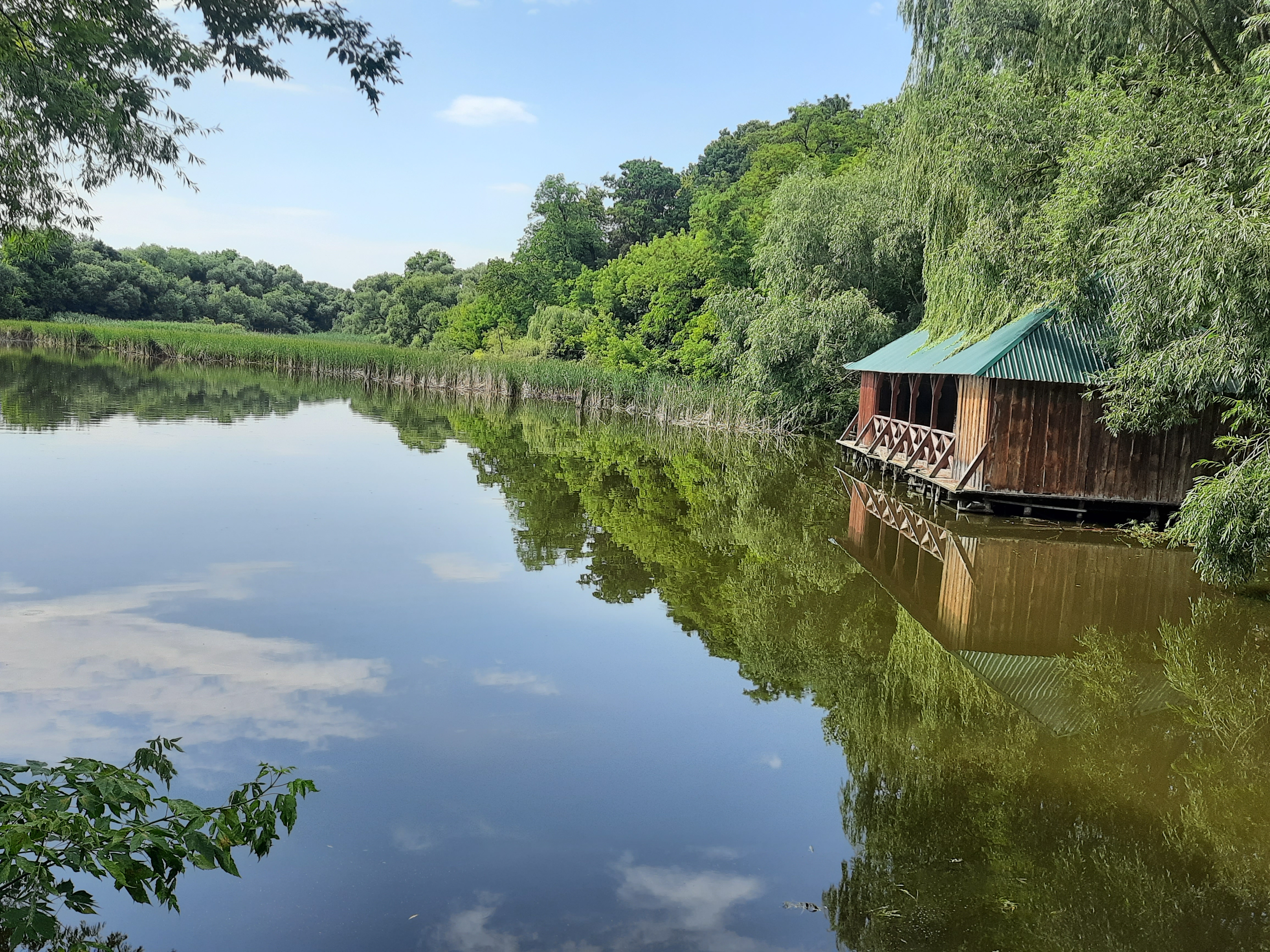
Сілький став
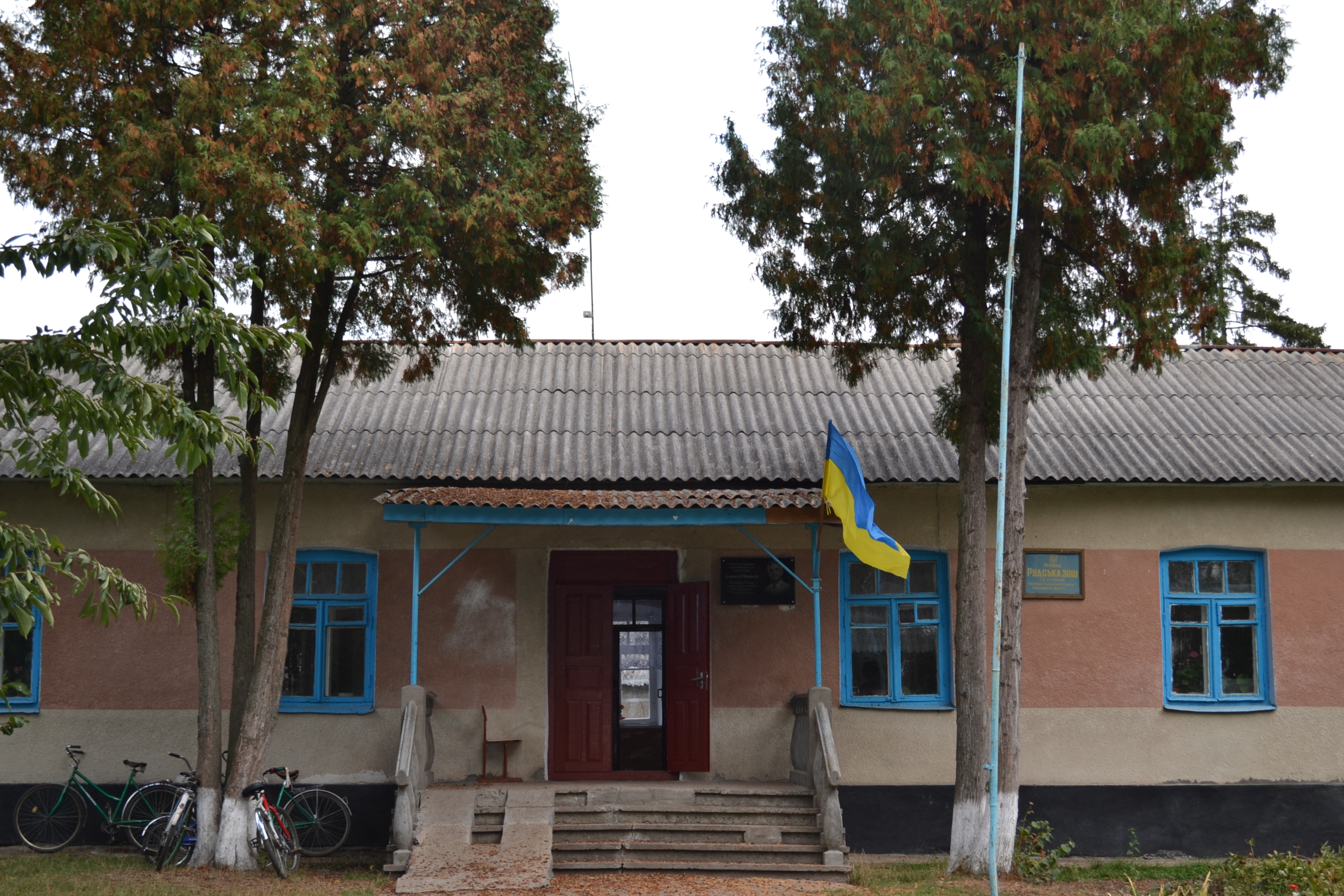
Ганок однієї зі споруд комплексу маєтку Гаєвських-Жебрівських
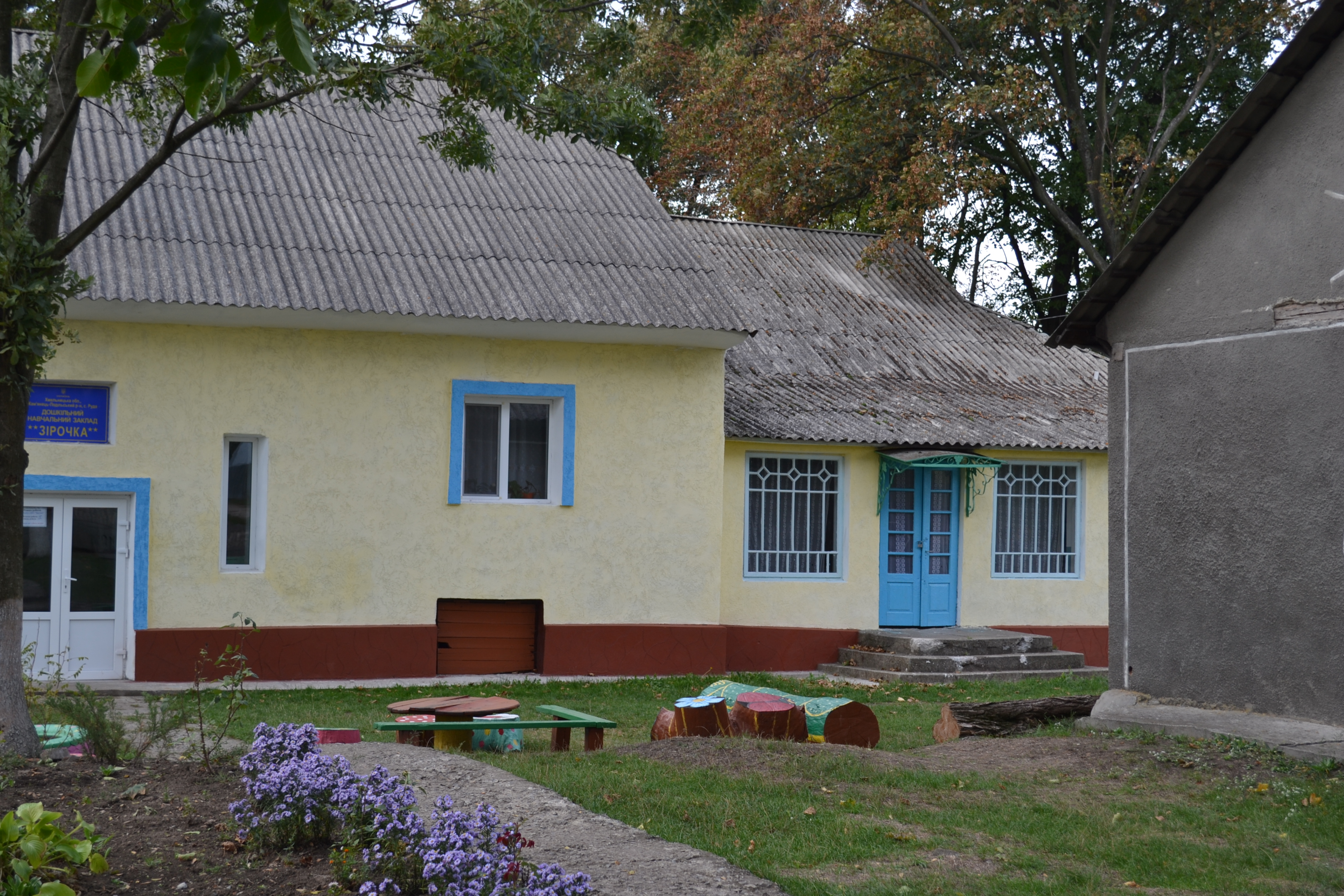
В цій частині маєтку наразі розташований дитячий садочок
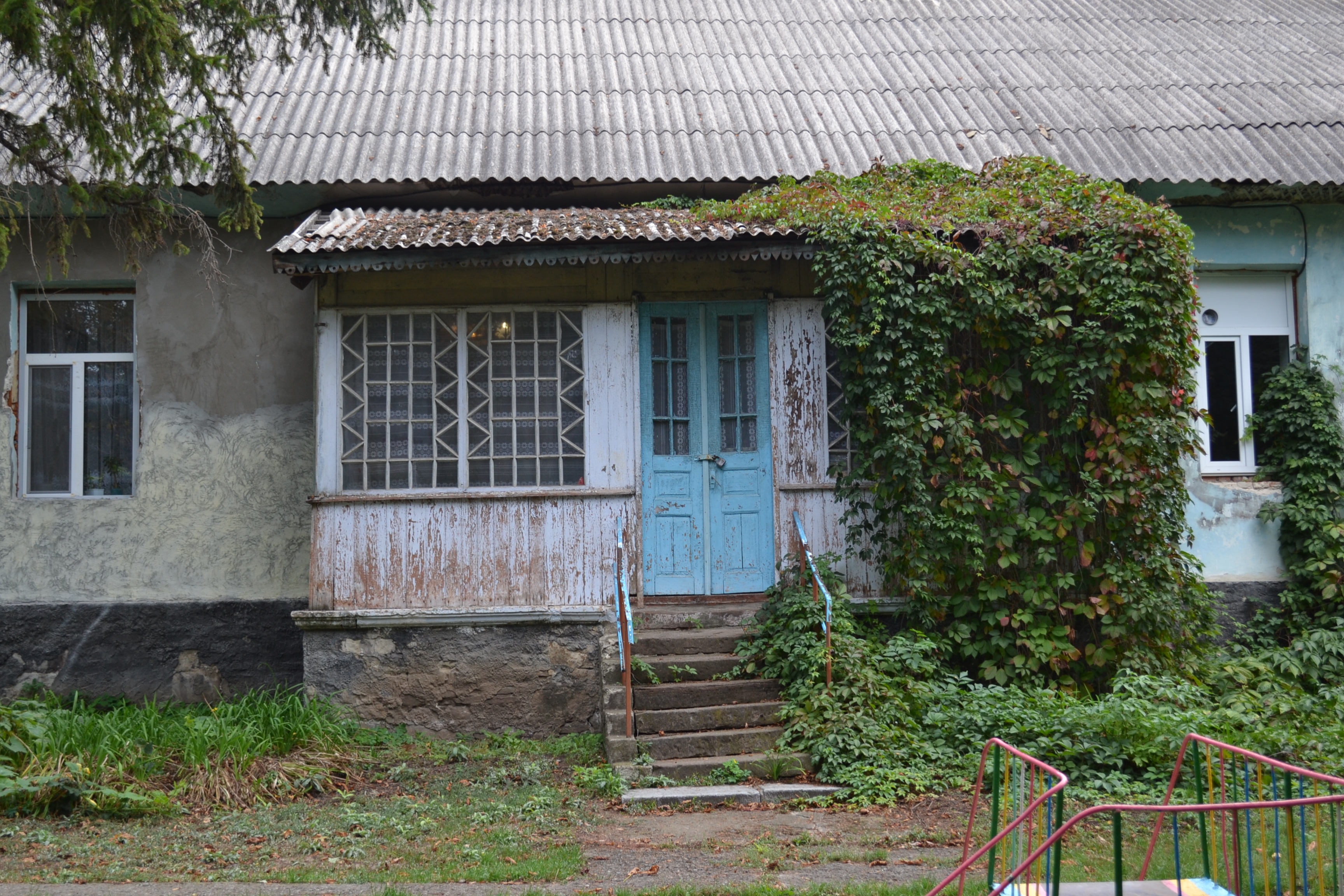
Ґанок однієї зі споруд колишнього літнього маєтку Гаєвських-Жебрівських